# 血滴子 (2012年电影)
《血滴子》（英語：The Guillotines）是2012年12月20日上映的华语动作、劇情片，由刘伟强执导，刘伟强、陳可辛監製。
影片在中國大陸上映後，首周四天收穫2700萬人民币，至2013年1月20日累計7100萬元，最終票房為7172萬元人民幣。

## 剧情
清朝雍正年間，為了防備汉族反清复明的武装势力，而訓練了一群精通武器「血滴子」的人，專門從事暗殺等特務行動，組成了「血滴子組織」，組織設置統領一人，總管全局，下轄一名隊長，領隊出征。
乾隆年間西北的牧民領袖「天狼」（黄曉明飾）起兵叛變被捕，正要被拉去燕京菜市口法場斬首時，黨羽利用炸彈將「天狼」救回西北，並擄了血滴子組織統領的女兒穆森（李宇春飾），隊長「那拉冷」（阮經天飾）打算去西北逮捕天狼，救回穆森，誰知乾隆帝（文章飾）並不放心，派遣了火槍高手，一等御前侍衛「海都」（余文樂飾）為監軍，一起行動。
在西北時，血滴子組織成員們猛然發現，他們的敵人不是天狼，而是朝廷派來的海都....

## 演员
| 演员   | 角色                | 粵語配音 | 備註                 |
| 阮经天 | 那拉冷 (原名：王磊) | 周俊偉   | 血滴子隊長           |
| 余文乐 | 海都                | 余文樂   | 御前侍衛（大內密探） |
| 黄晓明 | 天狼                | 李霖恩   | 牧民领袖             |
| 李宇春 | 穆森                | 何韻詩   | 血滴子主防           |
| 井柏然 | 侯佳十三            | 曾國祥   | 血滴子先鋒           |
| 文 章  | 乾隆帝              | 馬浚偉   |                      |
| 蒲巴甲 | 陈泰                | 邱延輝   |                      |
| 刘伟强 | 雍正帝              | 高翰文   |                      |
| 金士傑 | 綠營總兵            |          |                      |
| 王 羽  | 龔額                | 梁家仁   | 血滴子統領           |
| 李 夢  | 白兰                | 唐 昕    | 天狼女友             |
| 高 天  | 胡图                | 吳家良   |                      |
| 周一围 | 布喀                | 趙永洪   |                      |
| 关晓彤 | 小穆森              |          |                      |

## 制作
- 李宇春此前出演的《十月围城》、《龙门飞甲》都是以“打女”形象出现，在该片中也将继续延续以往的打女风格[4]。
- 该片于2011年9月开拍[5]，2012年4月完成粗剪[6]。后期由加拿大特效公司Vision Globale转制成3D[7]。
- 王珞丹原本在片中客串出演天狼的女友[8]，但是在拍了一个月之后其角色被别人替换，前期所拍摄的戏份也被删除

## 评价
本片雖有不少華麗特效鏡頭，但劇情空洞及部分演員演技不佳，上映後觀眾反應負評居多，中國大陸時光網的平均得分為5.1分，豆瓣的平均得分為4.6分，國外IMDB的平均得分為4.5分（滿分皆為十分）。

## 獎項
| 頒獎典禮             | 獎項             | 名字                                               | 結果 |
| -------------------- | ---------------- | -------------------------------------------------- | ---- |
| 第32屆香港電影金像獎 | 最佳美術指導     | 劉世運                                             | 提名 |
| 第32屆香港電影金像獎 | 最佳服裝造型設計 | 葉錦添                                             | 提名 |
| 第32屆香港電影金像獎 | 最佳原創電影歌曲 | 《刀鋒偏冷》（曲：周杰倫，詞：方文山，唱：李宇春） | 提名 |
| 第32屆香港電影金像獎 | 最佳音響效果     | 曾景祥                                             | 提名 |
| 第32屆香港電影金像獎 | 最佳視覺效果     | 黃宏達、余天龍                                     | 提名 |